# Nazionale maschile di pallacanestro delle Isole Salomone
La nazionale di pallacanestro delle Isole Salomone è la rappresentativa cestistica delle Isole Salomone ed è posta sotto l'egida della Federazione cestistica delle Isole Salomone.